# ターキー (声優)
ターキー（1970年11月14日 - ）は、日本の声優・ナレーター。キャラ所属。
京都学園大学法学部法学科卒業。京都府出身。趣味・特技は映画鑑賞、ホームページ運営、釣り、ウインタースポーツ、カメラ、落語鑑賞、ダーツ、ギター、ドラム、ハードロック・ヘヴィメタル・ブルースを中心とした音楽談義、説教、種なしぶどうの一気食い、アイウェア・ショッピング、映画の粗探し。旧名はターキー出口（ターキー・でぐち）

## 出演作品

### ゲーム
- ロックマンX8（2005年、オプティック・サンフラワード）

### ラジオ
- FM守口「プロムナード824」
- 京都三条ラジオカフェ「ハロー!ラジオカフェ」
- 守口市民まつり司会(FM守口同時放送)

### ナレーション
- オートバックス
- ダンロップ
- ZAQ
- グンゼ
- JA大阪
- 宝酒造
- サマーソニック2004
- 広島経済大学
- ほっかほっか亭
- パナソニックフェア
- 和歌山マリーナシティ
- かおりちゃん緑茶
- ampm
- キョードー大阪（イベント告知）
- エディオン?（2012年末の歳末謝恩セール）
- 箕面森町の住宅のCM（2014年1月に関西で放送）
- 京都ふらり～（KBS京都）
- GAORA SPORTS番組案内、提供読み
- 西川遥輝【DVD】〜覚醒・進化　盗塁王への道〜 CM(GAORA SPORTS)
- 新建築総合 CM(FM-HANAKO)
- 肉体改造TV(GAORA SPORTS)
- かんき建設 CM（FM滋賀）
- USJ CM?
- WellVenus（北国の恵み、インフォマーシャル、2016年）
- 家島フィッシングパーク（サンテレビ）